# Jessheim
Jessheim ist eine Stadt in der norwegischen Kommune Ullensaker in der Provinz (Fylke) Akershus. Die Stadt liegt nordöstlich von Oslo, stellt das Verwaltungszentrum von Ullensaker dar und hat 24.547 Einwohner (Stand: 1. Januar 2024). Etwas außerhalb der Stadt liegt der Flughafen Oslo-Gardermoen.

## Geografie
Jessheim ist ein sogenannter Tettsted, also eine Ansiedlung, die für statistische Zwecke als eine städtische Siedlung gewertet wird. Die Stadt liegt nordöstlich von Oslo im Westen der Kommune Ullensaker. Im Norden der Stadt liegt der kleine See Svarttjernet. Jessheim ist umgeben von einer flachen Landschaft, die von Sand- und Kiesablagerungen geprägt ist.

## Geschichte
Ende der 1990er-Jahre begann Jessheim verstärkt wegen der Öffnung des Flughafens Gardermoen zu wachsen. Im Jahr 2000 lebten 9522 Personen auf 6,24 km², 20 Jahre später im Jahr 2020 waren es 21.598 auf 7,52 km². Die Einwohnerzahl stieg also innerhalb von 20 Jahren um mehr als 100 Prozent an. Jessheim gehörte damit zu den Städten mit dem höchsten Bevölkerungsanstieg Norwegens. Im Jahr 2012 erhielt Jessheim den Stadttitel. Mit damals etwa 17.000 Einwohnern wurde Jessheim die Stadt mit den meisten Einwohnern in Akershus. Der Stadttitel kann in Norwegen vom Kommunalparlament vergeben werden und führt rechtlich zu keinen Änderungen.
Die Jessheim kirke ist eine 2017 erbaute Kirche. Sie ersetzte die vorherige Kirche, die zu klein geworden war. Diese war in zwei Schritten gebaut worden, der erste Teil war 1985 und der zweite 1996 fertig. Etwas westlich von Jessheim liegt das Hügelgrab Raknehaugen. Es zählt zu den größten Hügelgräbern Nordeuropas.

## Wirtschaft und Infrastruktur

### Verkehr
Im Westen der Stadt führt die Europastraße 6 (E6) vorbei. Richtung Südwesten stellt die Straße die Verbindung nach Oslo her. Bei Jessheim zweigt von der E6 die Europastraße 16 (E16) in den Westen ab. Die E16 führt zum nahe von Jessheim gelegenen Flughafen Oslo-Gardermoen. Dieser wurde 1998 eröffnet und ersetzte den Flughafen Oslo-Fornebu (OSL). Gemessen am Passagieraufkommen ist der Flughafen der größte Norwegens. Der Bahnhof in Jessheim wurde 1854 eröffnet, als die Eisenbahnlinie Hovedbanen fertiggestellt wurde. Die von Kristiana (heute Oslo) nach Eidsvoll führende Bahnstrecke war die erste Norwegens. Der Bahnhof liegt etwa 45 Kilometer vom Osloer Hauptbahnhof Oslo S entfernt.

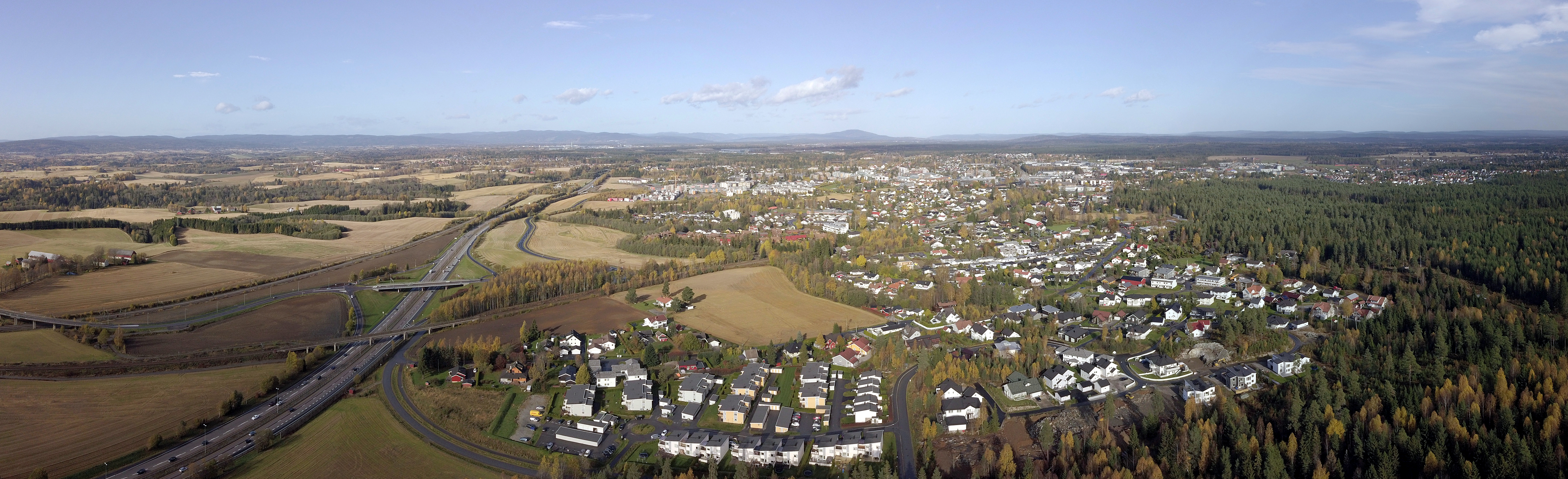
Blick von Süden auf Jessheim und die E6
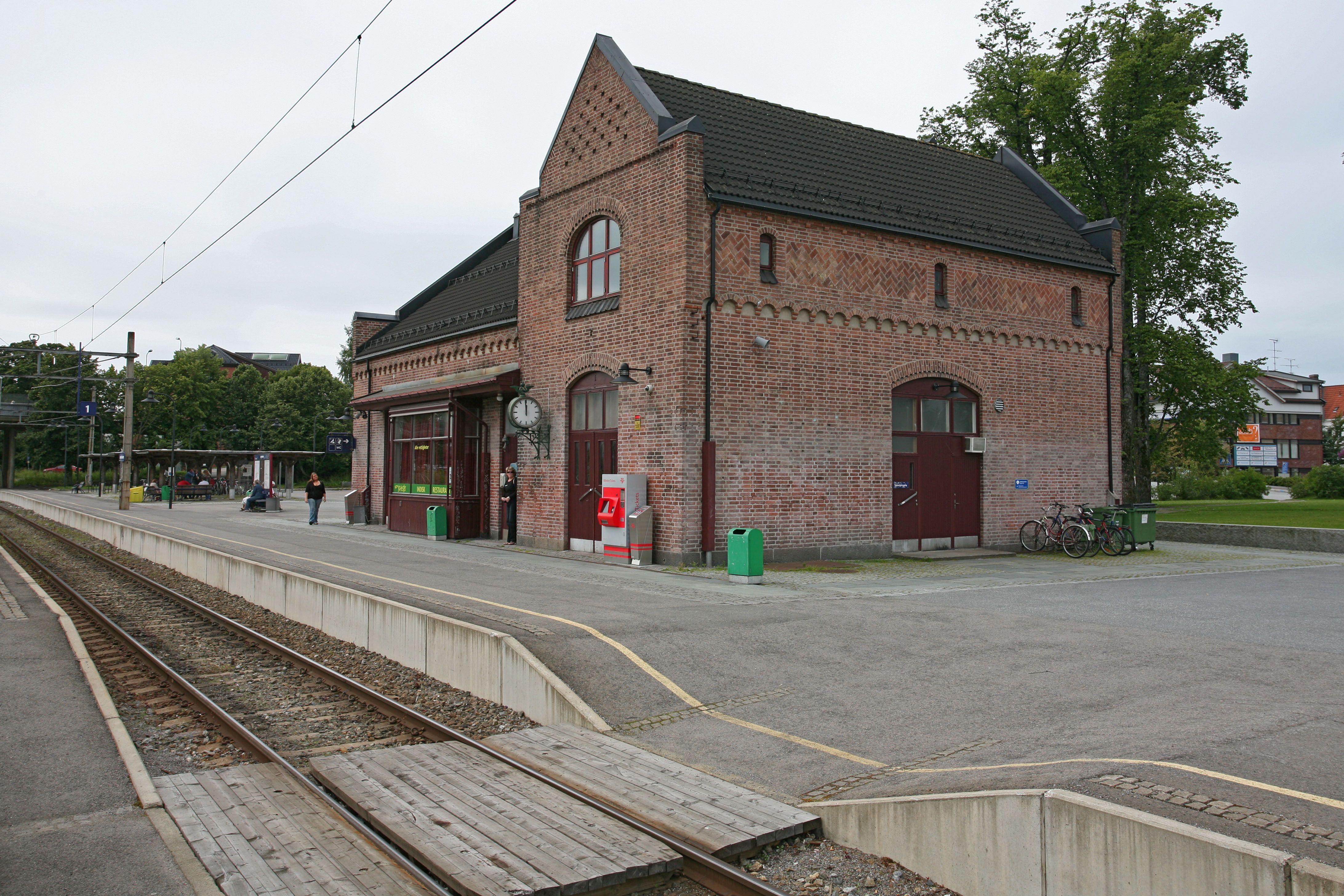
Bahnhof Jessheim

### Wirtschaft
Jessheim ist ein bedeutendes Handels- und Dienstleistungszentrum für die Region und viele der Arbeitsplätze liegen in diesem Bereich. In Jessheim befindet sich das Einkaufszentrum Jessheim Storsenter. Des Weiteren sind in der Stadt mehrere Industriebetriebe angesiedelt. In einer Zementfabrik werden die Vorkommen der Gegend verarbeitet.

## Name
Jessheim wurde im Jahr 1636 als Jesum Annex erwähnt. Im Altnordischen war der Name Jasseimr oder Jesseimr. Der Name wurde zunächst für den Sogn, also die Kirchengemeinde, Hovin verwendet. Die genaue Herkunft des Wortbestandteils „jess“ ist unbekannt, bei „-heim“ handelt es sich um einen gewöhnlichen Bestandteil norwegischer Ortsnamen.

## Sport
In Jessheim ist der Sportverein Ullensaker/Kisa IL angesiedelt. In der Stadt liegen mehrere Sportstätten, wie etwa der im Jahr 2011 eröffnete Ullensaker Idrettspark. Im Jahr 2014 folgte die Jessheim Is- og Flerbrukshall.

## Persönlichkeiten
- Thorstein Stryken (1900–1965), Radrennfahrer
- Jarle Vespestad (* 1966), Jazzmusiker
- Ole Kristian Furuseth (* 1967), Slalomfahrer
- Anniken Huitfeldt (* 1969), Politikerin
- Thomas Enger (* 1973), Autor
- Tanya Hansen (* 1973), Pornodarstellerin
- Shagrath (* 1976), Musiker der Black-Metal-Band Dimmu Borgir
- Astrid Huitfeldt (* 1977), Politikerin
- Else Kåss Furuseth (* 1980), Komikerin und Moderatorin
- Tonje Brenna (* 1987), Politikerin
- Malin Brenn (* 1999), Fußballspielerin
- Emma Steinbakken (* 2003), Popsängerin